# Urnieta
Urnieta – gmina w Hiszpanii, w prowincji Guipúzcoa, w Kraju Basków, o powierzchni 22,4 km². W 2011 roku gmina liczyła 6218 mieszkańców.